# Орвід Георгій Антонович
Георгій Антонович Орвід (25 листопада [8 грудня] 1904, Вознесенськ Херсонської губернії — 17 червня 1980, Москва) — радянський трубач, професор Московської консерваторії (1941), народний артист РРФСР (1972).
У 1925 році Орвід вступив до Московської консерваторії (клас професора Михайла Табакова) і закінчив її в 1930 році. У тому ж році стає солістом оркестру Великого театру, через чотири роки отримує запрошення в оркестр Держтелерадіо, а в 1936 — в щойно створений Державний академічний симфонічний оркестр СРСР. У ці ж роки Орвід займається викладацькою діяльністю в музичному училищі імені Гнесіних і пише перший варіант своєї «Школи гри на трубі», яка в подальшому неодноразово перевидавалася.